# SuWt 2
SuWt 2 – niezwykła mgławica planetarna położona w gwiazdozbiorze Centaura i oddalona o około 6500 lat świetlnych od Ziemi.
Mgławica ma bardzo rzadko spotykaną morfologię, znana jest tylko jedna inna mgławica o podobnym kształcie WeBo 1. Zagadkowe jest także jej pochodzenie, ponieważ we wnętrzu obłoku nie odkryto białego karła, znajduje się tam za to ciasny układ podwójny złożony z gwiazd typu widmowego A. Obie te gwiazdy mają bardzo podobną masę wynoszącą około 2,5 mas Słońca i okrążają się co 4,91 dnia, co jak na tego typu układ jest stosunkowo długim okresem. Nic nie wskazuje na to, aby któraś z tych gwiazd mogła odrzucić swoją zewnętrzną powłokę, z której powstała mgławica, nie są one także dostatecznie gorące ani nie promieniują w zakresie promieniowania ultrafioletowego, aby zjonizować otaczający je gaz i zmusić go do świecenia.

## Ewolucja systemu gwiazd

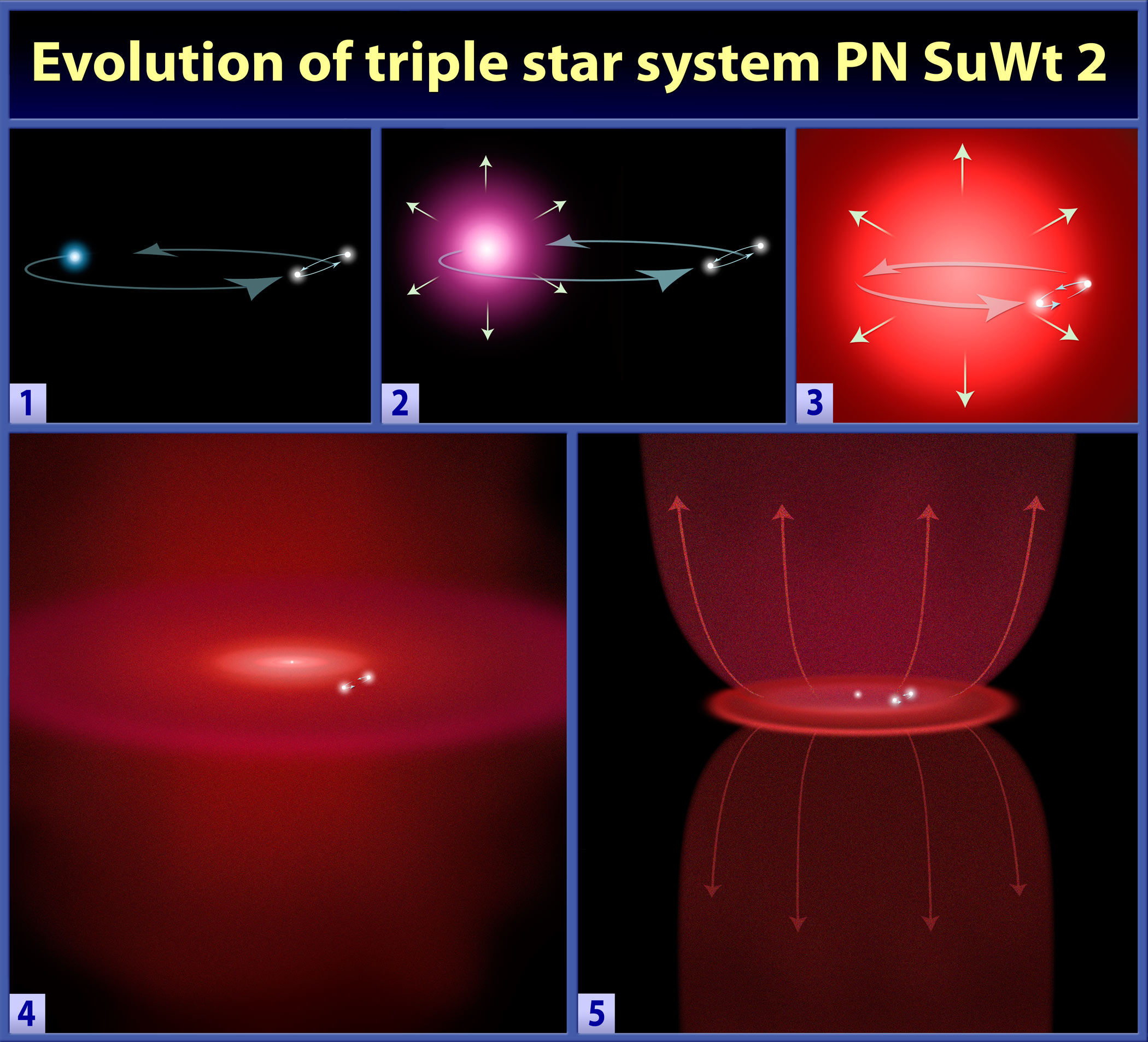
Ewolucja potrójnego systemu gwiazd

Badający ten układ naukowcy uważają, że jest to w rzeczywistości układ potrójny, a nie podwójny, który przeszedł niezwykłe zmiany. Trzecim składnikiem układu, obecnie niewidocznym, była gwiazda podobna do obecnie obserwowanych gwiazd typu widmowego A, ale masywniejsza i oddalona od gwiazdy podwójnej. W trakcie swojej ewolucji osiągnęła ona rozmiar czerwonego olbrzyma na tyle dużego, że w jego wnętrzu znalazła się także obiegająca go gwiazda podwójna. Gwiazda podwójna powoli dryfowała w kierunku jądra czerwonego olbrzyma, przy tym spowalniając (co tłumaczy obecny, dość długi okres orbitalny), ale także przekazując moment pędu zewnętrznym warstwom olbrzyma. Po osiągnięciu wartości krytycznej, zewnętrzna powłoka olbrzyma została odrzucona, a sam olbrzym szybko skurczył się do rozmiarów białego karła na tyle małego i ciemnego, że nie można go zaobserwować współczesnymi metodami obserwacji gwiazd.